# Carolina Challenge Cup 2010
La Carolina Challenge Cup 2010 fue la 7.ª edición de la competición amistosa de pretemporada de fútbol. Se inició el 13 de marzo y finalizó el 20 de marzo.
D.C. United ganó el torneo por primera vez. 

## Posiciones
| Equipo             | PJ | PG | PE | PP | GF | GC | Dif. | Pts. |
| ------------------ | -- | -- | -- | -- | -- | -- | ---- | ---- |
| D.C. United        | 3  | 3  | 0  | 0  | 5  | 1  | +4   | 9    |
| Real Salt Lake     | 3  | 2  | 0  | 1  | 5  | 3  | +2   | 6    |
| Toronto            | 3  | 0  | 1  | 2  | 0  | 2  | -2   | 1    |
| Charleston Battery | 3  | 0  | 1  | 2  | 1  | 5  | -4   | 1    |

Pts.: Puntos, PJ: Partidos jugados, PG: Partidos ganados, PE: Partidos empatados, PP: Partidos perdidos, Pts.: Puntos, GF: Goles a favor, GC: Goles en contra, Dif.: Diferencia de gol

### Resultados
| 1; 13 de marzo de 2010 | D.C. United    | 2:1 (0:1) | Real Salt Lake | Blackbaud Stadium, Charleston, Carolina del Sur |                                |
|                        | Moreno 77' 88' |           | Findley 40'    | Asistencia: 3.316 espectadores                  | Asistencia: 3.316 espectadores |

| 2; 13 de marzo de 2010 | Toronto | 0:0 | Charleston Battery | Blackbaud Stadium, Charleston, Carolina del Sur |  |
|                        |         |     |                    | Asistencia: 3.316 espectadores                  |  |

| 3; 17 de marzo de 2010 | Charleston Battery | 1:3 (1:1) | Real Salt Lake                    | Blackbaud Stadium, Charleston, Carolina del Sur |                                |
|                        | Mayard 36'         |           | Findley 10' · Espíndola 76' 90+1' | Asistencia: 4.625 espectadores                  | Asistencia: 4.625 espectadores |

| 4; 17 de marzo de 2010 | Toronto | 0:1 (0:0) | D.C. United | Blackbaud Stadium, Charleston, Carolina del Sur |                                |
|                        |         |           | Moreno 62'  | Asistencia: 4.625 espectadores                  | Asistencia: 4.625 espectadores |

| 5; 20 de marzo de 2010 | Toronto | 0:1 (0:0) | Real Salt Lake | Blackbaud Stadium, Charleston, Carolina del Sur |                                |
|                        |         |           | Saborío 56'    | Asistencia: 5.036 espectadores                  | Asistencia: 5.036 espectadores |

| 6; 20 de marzo de 2010 | D.C. United    | 2:0 (2:0) | Charleston Battery | Blackbaud Stadium, Charleston, Carolina del Sur |                                |
|                        | Moreno 33' 45' |           |                    | Asistencia: 5.036 espectadores                  | Asistencia: 5.036 espectadores |

## Goleadores
| Jugador               | Equipo             | Goles |
| --------------------- | ------------------ | ----- |
| Jaime Moreno          | D.C. United        | 5     |
| Fabián Espíndola      | Real Salt Lake     | 2     |
| Robbie Findley        | Real Salt Lake     | 2     |
| Pierre-Rudolph Mayard | Charleston Battery | 1     |
| Álvaro Saborío        | Real Salt Lake     | 1     |